# حامي الديار (مسرحية)
حامي الديار هي مسرحية سياسية اجتماعية كويتيةعرضت في عام 1985، وهي من تأليف عبد الأمير التركي وسعد الفرج، ومن إخراج عبد الأمير التركي وكاظم القلاف. 

## الفكرة والاهداف
فكرة المسرحية تتمحور راوي طاعن بالسن (إبراهيم الصلال) يقوم بالوعظ والإرشاد، أثناء الحرب العراقية الإيرانية والتفجيرات التي حدثت في المقاهي الشعبية و محاولة اغتيال أمير دولة الكويت في تلك الفترة، وتطرح الاختلاف الواضح المتباين في الآراء بين من يؤيد وقف الحرب على إيران من إستمرارها، وبين من كان يدعم الثورة الإسلامية الإيرانية لتبين الانقسامات السياسية الحادة التي وقعت داخل الشعب الكويتي.
وهدفت المسرحية إلى تعزيز قيم الوحدة الوطنية، بدلاً من تبني قضايا أحزاب داخلية وخارجية تهدف إلى زعزة أمن البلد. حيث وجه إبراهيم الصلال الذي كان لم يكن دوره في المسرحية إلا شخصية حكواتية خلف كواليس الخشبة، وجه حديثه للجمهور بنصائح وتحذيرات الهدف منها هو قراءة المستقبل لهذا الوطن الذي كان يحذر من إعصار سياسي اجتماعي يهدد نسيجه الاجتماعي.
يذكر أن المسرحية كانت من بطولة سعد الفرج، خالد النفيسي، إبراهيم الصلال، علي المفيدي، جاسم النبهان، عبد الرزاق خلف، محمد العجيمي، عبد الناصر الزاير.

## قضايا المسرحية
- ناقشت العديد من القضايا المهمة التي حدثت في الكويت في تلك الفترة، والتي كان أهمها تفجير موكب أمير البلاد الشيخ جابر الأحمد الصباح، بالإضافة إلى التفجيرات التي حدثت في المقاهي الشعبية.[6]
- تناولت فيها قضايا سياسية واجتماعية في الكويت في منتصف الثمانينات، حيث قام الفنان القدير إبراهيم الصلال بدور الراوي الكبير السن، الذي يقوم بإلقاء الوعظ ونشر الوعي والنصح و الإرشاد، في هذه الفترة المشحونه بالأجواء المتوترة سواء بالمحيط من دول الجوار أو في الداخل.
- ناقشت المسرحية تأثير الأحزاب السياسية علي نظرة الشعب للأمور؛ حيث كانت تنتشر الأحزاب بمختلف اشكالها وأصنافها من شيوعي و الإخوان المسلمين و اشتراكيين وسلف و الاحزاب الشيعية، وانتشار الاختلاف بين دعم الحرب على إيران وبين وقف هذه الحرب، وبين من يقف ضد النظام العراقي السابق حزب البعث الاشتراكي بقياده صدام حسين و من كان يدعم الثورة الإسلامية الإيرانية بقياده روح الله الخميني مما ادى إلى هذه الأحداث (التفجيرات ومحاولة الاغتيال).[7]
- كذلك ناقشت المسرحية ظاهرة الصحف المدعومة من الخارج وانقسام الشعب الكويتي بين اخبار هذي الصحف والآراء.

## فيلم حامي الديار
في عام 2017 قرر الفنان سعد الفرج عن مشروع السينمائي الجديد «حامي الديار»، وهو فيلم تسجيلي من إنتاج شركة المسرح الوطني الكويتي، وبمشاركة العديد من النجوم مثل جاسم النبهان وإبراهيم الصلال ، إضافة إلى العديد من النجوم. من زجل تسليط الضوء على أحداث قديمة لم يعشها الجيل السابق، بل شاهد المسرحية فقط عبر الشاشة الصغيرة. لكن وزارة الإعلام رفضت تبني العمل، مما أجبر الفنان سعد الفرج على عرض الفيلم الوثائقي «حامي الديار» في 23 نوفمبر 2017 عبر أحد التطبيقات الإلكترونية (vimeo-on demand).